# Bogusław Szwacz

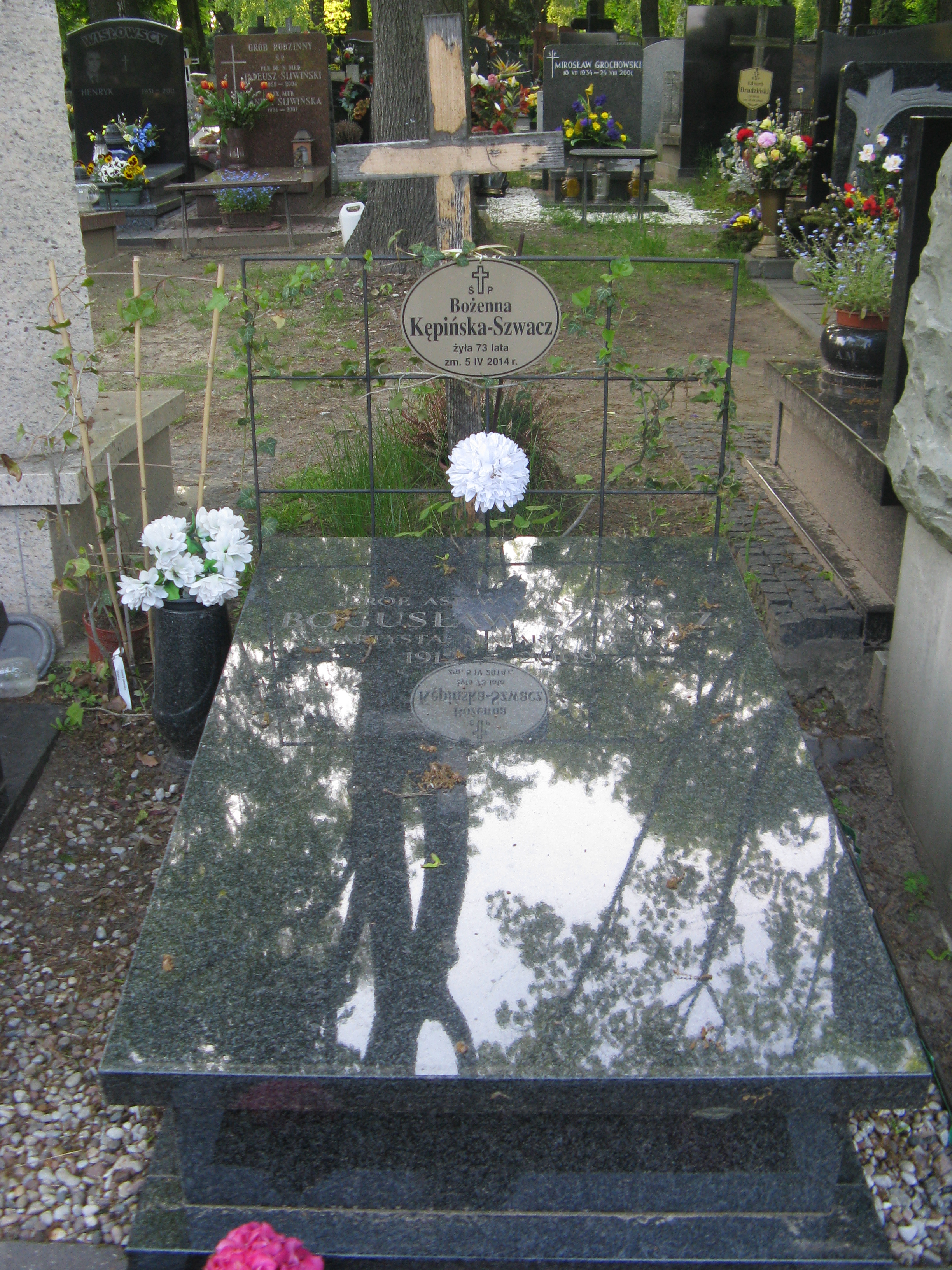
Grób Bogusława Szwacza na cmentarzu Wojskowym na Powązkach

Bogusław Kazimierz Szwacz (ur. 27 marca 1912 w Leżajsku, zm. 24 lutego 2009 w Warszawie) – polski artysta plastyk, malarz, rzeźbiarz, profesor Akademii Sztuk Pięknych w Warszawie.

## Życiorys
Okrzyknięty jednym z najważniejszych powojennych polskich artystów. Od 1924 roku był uczniem słynnego Liceum Krzemienieckiego, w którym rozwijał swój talent artystyczny uczęszczając na dodatkowe lekcje malarstwa u Władysława Galimskiego oraz Stanisława Sheybala. W 1930 roku rozpoczął studia na krakowskiej Akademii Sztuk Pięknych. Nauki pobierał m.in. w pracowni prof. Ignacego Pieńkowskiego, Władysława Jarockiego, Karola Frycza, Jana Hoplińskiego, Teodora Axentowicza i Xawerego Dunikowskiego.
Studia ukończył z wyróżnieniem w roku 1937 oraz otrzymał prawo do nieograniczonego korzystania z pracowni artystycznej w ramach stypendium rektora. W czasie studiów przeszedł wyszkolenie w Szkole Podchorążych Rezerwy Piechoty w Zambrowie. Podczas II wojny światowej jako oficer sztabowy i dowódca baterii przeciwczołgowej brał udział w walkach toczących się w okolicach Krakowa oraz we Lwowie, m.in. w obronie Lwowa, w którym mieszkał. Po kapitulacji, w 1940 roku przedostał się do Kowla, a następnie do Krakowa. Po wyzwoleniu przez krótki okres mieszkał w Tyńcu, w którym stworzył cykl pejzażowych akwarel.
Po wojnie włączył się w organizowanie życia artystycznego. Wstąpił do Związku Polskich Artystów Plastyków w Krakowie, a wraz z m.in. Tadeuszem Kantorem i J. Nowosielskim zawiązał Grupę „Młodych Plastyków”, z którą zorganizował głośną wystawę malarstwa nowoczesnego – Wystawę Grupy Młodych Plastyków w salach Pałacu Sztuki w październiku 1946 roku. Grupa ta złączyła się w następnych latach z Grupą Krakowską, której członkiem został Szwacz. W roku 1946 został wykładowcą na macierzystej uczelni. W latach 1945–1948 był członkiem PPR, od 1948 roku należał do PZPR.

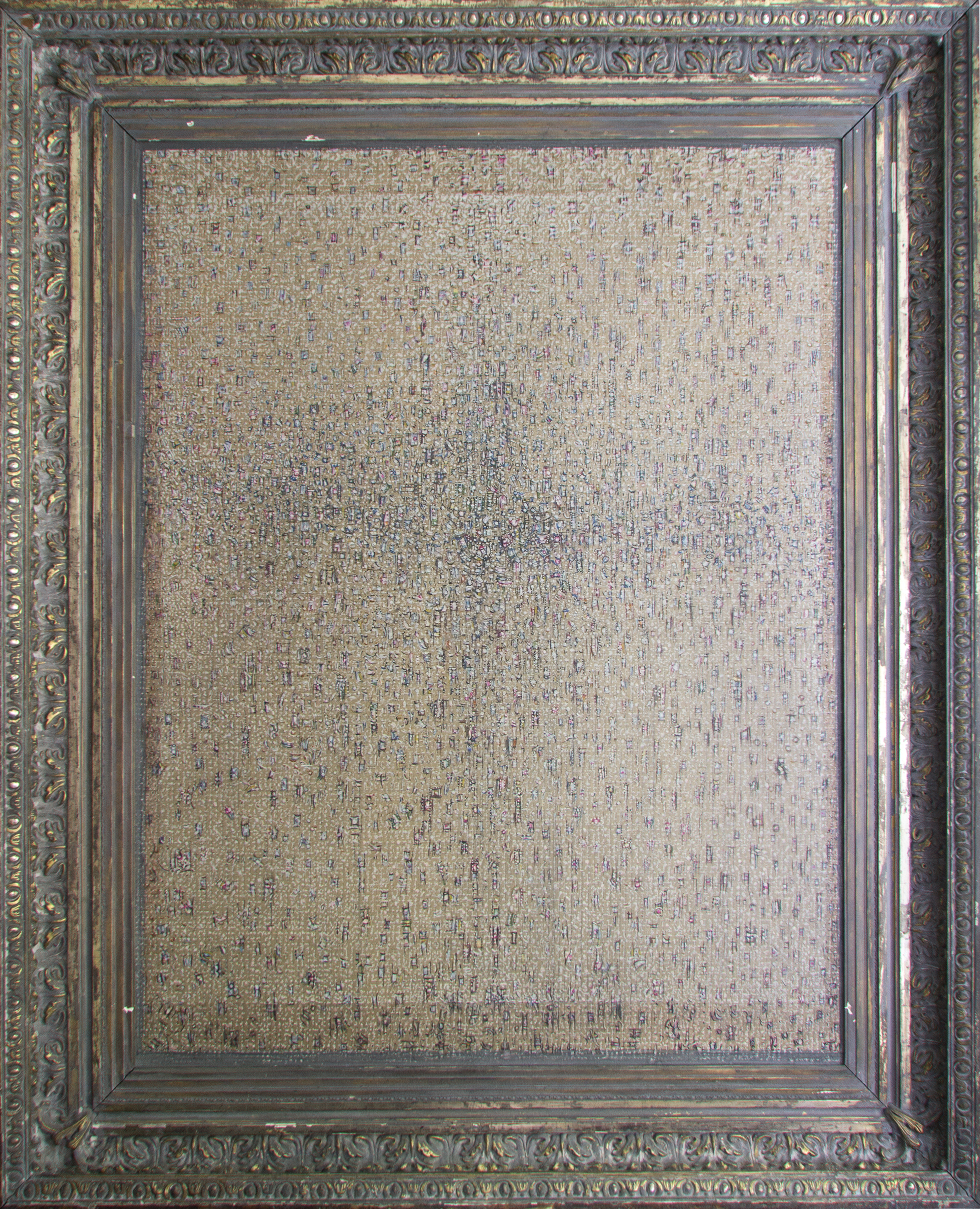
Ars-Hormegryf Mozartowski, 1976r. (olej, tempera), 177x135 cm

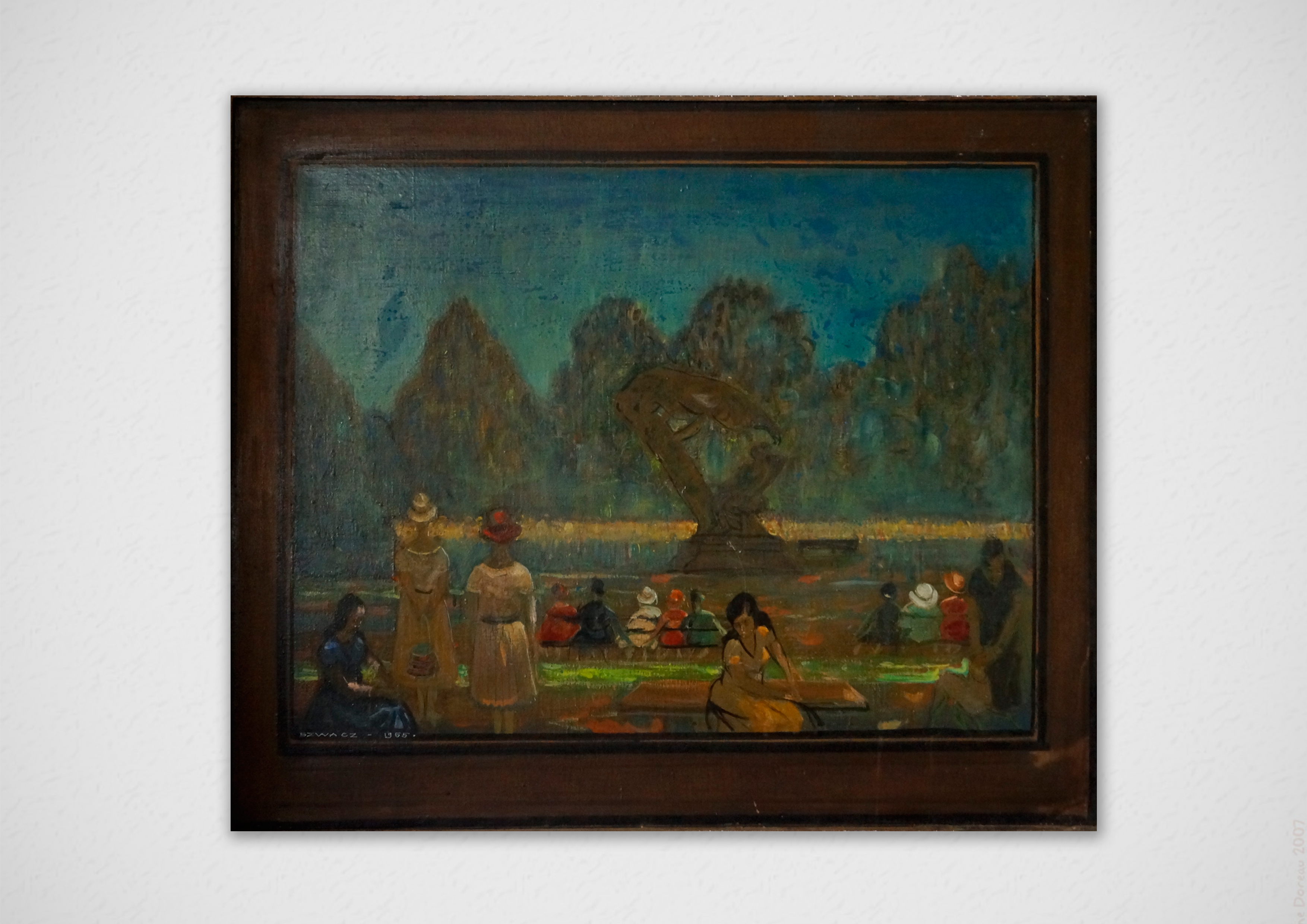
Koncert przy pomniku Chopina w Warszawie, 1965 r., (olej, płótno)

W 1947 roku jako stypendysta Ministerstwa Kultury i Sztuki wyjechał na rok do Francji. Podczas pobytu w Paryżu nawiązał liczne kontakty z awangardowymi artystami i twórcami, między innymi Légerem, Édouardem Pignon, Hartungiem, Bazainem, Estèvem i Noëlem Arnaude, który był sekretarzem redakcji pisma wydawanego przez wpływową grupę artystów „Le Surréalisme Révolutionnaire” (Revue bimestrielle publié par le Bureau International du Surréalisme – Révolutionnaire). Arnaud pod wrażeniem osoby Szwacza powołał go na współzałożyciela tej grupy artystów oraz na członka korespondenta tegoż pisma. Wraz z paryską grupą brał udział w wystawie w galerii René Breteau oraz w III-im „Salon des Réalites Nouvelles” w 1948 roku.
Po powrocie do kraju zamieszkał w Warszawie i został wykładowcą w PWSSP, przekształconej w 1950 roku w Akademię Sztuk Pięknych.
Wstąpił do Klubu Młodych Artystów i Naukowców, uczestniczył w Wystawach Sztuki Nowoczesnej (1948, 1949, 1957, 1959) oraz w prawie wszystkich oficjalnych wystawach prezentujących malarstwo socrealistyczne. Ze stanowiska profesorskiego odszedł na emeryturę w 1982 roku, poświęcając się poezji i doskonaleniu autorskiej idei sztuki – Ars Horme. Miłośnik muzyki klasycznej, astronomii, fizyki. Grał na skrzypcach i tworzył proste kompozycje smyczkowe.
Spoczywa na cmentarzu Wojskowym na Powązkach (kwatera E-20-7).

## Twórczość
Z malarstwa realistycznego eksperymentował z kubizmem, a następnie zaczął tworzyć w stylu informel. Po 1955 roku porzucił malarstwo figuratywne i zajął się abstrakcją, powstała wówczas jego autorska koncepcja Ars-Horme, czyli „Sztuki Poruszania Wyobraźni” i począwszy od 1956 tworzył zgodnie z jej zasadami. Założenia Ars-Horme przedstawił w formie manifestu artystycznego w 1977 roku podczas pleneru w Osiekach. Autorskie kompozycje powstałe w stylu Ars-Horme nazywane są ars-hormegryfami i ars-hormegramami.
Tworzył akwarele, grafiki, reliefy, obrazy olejne, gwasze.
W latach 60. XX w. wystawiał w warszawskiej Galerii Krzywe Koło, brał udział w I Biennale Form Przestrzennych w Elblągu (1965), gdzie w przestrzeni miejskiej znajdują się stworzone przez niego rzeźby. W wolnym czasie tworzył sonety, których liczbę szacuje się na około 4000. Część z nich ukazała się w 1988 w dwóch tomikach.
Brał udział w wielu zagranicznych wystawach, m.in. w Czechach, Słowenii, Serbii, Norwegii, Szwajcarii, Niemczech, Hiszpanii, Turkmenistanie, Francji.
W latach 40. oraz w latach 70. XX w. jego prace prezentowane były na wystawach prezentujących współczesne malarstwo polskie w Nowym Jorku, Chicago i Waszyngtonie.

## Wystawy
- I Wystawa Sztuki Nowoczesnej w Warszawie (1948/1949);
- Galeria Zachęta (1954) (wystawa indywidualna);
- II Wystawa Sztuki Nowoczesnej w Warszawie (1957);
- III Wystawa Sztuki Nowoczesnej w Warszawie (1959);
- Galeria Krzywe Koło (1962);
- Galeria Krzywe Koło (1963);
- I Biennale Form Przestrzennych w Elblągu (1965);
- Sympozjum „Złotego Grona” w Zielonej Górze (1973);
- Sympozjum „Złotego Grona” w Zielonej Górze (1976);
- Galeria Zachęta (1978) (wystawa indywidualna);
- Galeria Nowe Miasto (1978);
- Galeria Kordegarda (1987);
- Galeria Studio (1992, 1993);
- Akademia Sztuk Pięknych w Warszawie (1996);
- Galeria Krzysztofory (2003);
- Galeria Marii Ochalskiej w wilii Struvego (2004);
- Galeria Piekary w Poznaniu (2004);
- Muzeum Narodowe w Krakowie (2012);
- Galeria Zachęta (2013);
- Galeria Piekary (2016).

## Ordery i odznaczenia
- Krzyż Oficerski Orderu Odrodzenia Polski (15 lutego 2005)[4]
- Złoty Krzyż Zasługi
- Medal 10-lecia Polski Ludowej (19 stycznia 1955)[5]